# Cyrtinus granulifrons
Cyrtinus granulifrons är en skalbaggsart som beskrevs av Henry Fuller Howden 1970. Cyrtinus granulifrons ingår i släktet Cyrtinus och familjen långhorningar. Inga underarter finns listade i Catalogue of Life.